# 와이파이 한국인
와이파이 한국인은 KBS 1라디오, KBS 3라디오에서 방송했던 역사 드라마 프로그램이다.

## 출연진
- 강수진
- 박영재
- 김자연
- 조민수
- 이명호
- 이자영
- 이규창
- 허예은
- 김나혜
- 나인애
- 송백경

## 방송 시간
- 평일 오전 11시 40분 ~ 오전 11시 54분 (14분)
- 토요일 와이파이 한국인 스페셜 (생방송) 오후 5시 5분 저녁 5시 58분 (58분)
- 일요일 와이파이 한국인 스폐셜 (재방송) 오전 11시 5분 오전 11시 58분 (58분)